# Richard Rühlmann
Moritz Richard Rühlmann (* 13. Mai 1846 in Dresden; † 17. November 1908 in Döbeln) war ein deutscher Mathematiker, Gymnasiallehrer und Politiker.

## Leben
Rühlmann, ein Sohn des Musikers Julius Adolf Rühlmann (1816–1877), studierte ab 1860 Mathematik und Physik an der Polytechnischen Schule in Dresden und ab 1865 Mathematik, Naturwissenschaften und Alte Sprachen an den Universitäten Leipzig und Berlin. In Dresden wurde Rühlmann Mitglied des Corps Teutonia. Nach seiner Promotion (1867) wurde er 1868 Assistent und Privatdozent am Polytechnikum Karlsruhe, wo er sich 1869 habilitierte. 1870 erhielt er eine Anstellung als Oberlehrer. 1876 wurde er Professor für Mathematik und Physik am Gymnasium in Chemnitz. Von 1885 bis 1889 war er Redakteur der Elektrotechnischen Zeitschrift. 1889 wurde er Rektor des Realgymnasiums in Döbeln, seit 1906 mit dem Titel eines Oberstudienrats.
Seit 1905 war Rühlmann als Nachfolger von Albert Niethammer für den 9. städtischen Wahlbezirk Mitglied der II. Kammer der Ständeversammlung des Königreichs Sachsen für die Nationalliberale Partei. Rühlmann verstarb am 17. November 1908 in Döbeln und wurde drei Tage später auf dem dortigen Niederfriedhof beigesetzt; das Grab ist nicht erhalten.

## Schriften
- Handbuch der mechanischen Wärmetheorie (2 Bände, 1873–1878)
- Grundzüge der Elektrotechnik, Verlag von Oskar Leiner, Leipzig 1894